# Rehbachwiesen-Langwiesen
Das Naturschutzgebiet Rehbachwiesen-Langwiesen liegt in der kreisfreien Stadt Neustadt an der Weinstraße in Rheinland-Pfalz. Das Gebiet erstreckt sich südöstlich von Mußbach, einem Stadtteil von Neustadt an der Weinstraße, zu beiden Seiten der A 65. Am westlichen Rand des Gebietes verläuft die Kreisstraße K 19, am nördlichen Rand fließt der Rehbach, ein linker Zufluss des Rheins, und verläuft die B 38.

## Bedeutung
Das rund 118 ha große Gebiet wurde im Jahr 2002 unter der Kennung 7316-208 unter Naturschutz gestellt. Es umfasst den Randbereich des Speyerbach-Schwemmfächers: Nass- und Feuchtwiesen, Bäche, Kleingewässer, Überschwemmungsgebiete, Röhrichte, Großseggenriede, Sandrasen, Borstgrasrasen, sandige Wege sowie Wald.